# Andrzej Bobowski
Andrzej Bobowski ps. Bobo (ur. 26 listopada 1940 w Warszawie) – polski przedsiębiorca, sędzia piłkarski, kibic Legii Warszawa i samozwańczy król kibiców piłkarskiej reprezentacji Polski. Wiceprezes Klubu Kibica Reprezentacji Polski.
Znakiem rozpoznawczym Bobowskiego jest korona z piłeczkami na głowie, napis pseudonimu Bobo na biało-czerwonym tle pod jego koroną oraz biało-czerwona koszula z godłem Polski w środku.

## Życiorys
Był synem Władysława (ur. 14 kwietnia 1910, zm. 19 maja 1972) – powstańca warszawskiego ps. Szmaja. W młodości kibicował warszawskim klubom. Interesował się różnymi dyscyplinami sportu: lekkoatletyką, żużlem, rugby, kolarstwem, koszykówką, piłką nożną. Trenował boks w Legii Warszawa.
Uczestniczył w wielu zawodach sportowych rozgrywanych w Polsce i na świecie. Pierwszy mecz piłkarskiej reprezentacji Polski na żywo obejrzał dnia 28 października 1956 roku na Stadionie Dziesięciolecia w Warszawie, kiedy to reprezentacja Polski wygrała 5:3 meczu towarzyskim z reprezentacją Norwegii i obejrzał dotąd 347 meczów Biało–Czerwonych.
W 2007 roku mecz Polska-Portugalia (2:2) w Lizbonie ramach eliminacji do mistrzostw Europy 2008 był 200. meczem reprezentacji obejrzanym przez Bobowskiego na żywo, za co on sam został nagrodzony pamiątkową tablicą.
Uczestniczył na 12 mistrzostwach świata (1978, 1982, 1986, 1990, 1994, 1998, 2002, 2006, 2010, 2014, 2018, 2022), a także na 7 mistrzostwach Europy oraz na igrzyskach olimpijskich 2000 w Sydney oraz w Paryżu w 2024 (na meczach siatkarzy). Był również na meczu towarzyski Francja - Brazylia (0:0) na Stade de France w Saint-Denis, który odbył się z okazji 100-lecia FIFA.
Na początku lat 70. ukończył kurs sędziego piłkarskiego i przez prawie 10 lat prowadził ponad 500 meczów klas okręgu warszawskiego. Od 1975 roku działa w Polskim Związku Piłki Nożnej w tematyce wychowawczej i dyscyplinarnej. W 1998 roku powstał Klub Kibica Reprezentacji Polski, w którym od samego początku pełni funkcję wiceprezesa.

## Statystyki
Stan na 14 czerwca 2023
| Turniej              | Mecze |
| -------------------- | ----- |
| Reprezentacja Polski | 347   |
| Mistrzostwa Świata   | 145   |
| Mistrzostwa Europy   | 58    |
| Igrzyska olimpijskie | 3     |
| Liga polska-CWKS L   | 1775  |
| Europejskie puchary  | 199   |

## Polityka
Bez powodzenia startował z listy PSL w wyborach parlamentarnych 2011 zdobywając 145 głosów oraz z listy PO w wyborach parlamentarnych 2015 zdobywając 194 głosy w okręgu Warszawa I.

## Odniesienia w kulturze
W 2004 roku wystąpił w filmie dokumentalnym pt. Król kibiców.